# اسکادران ۱۱۶ اسرائیل

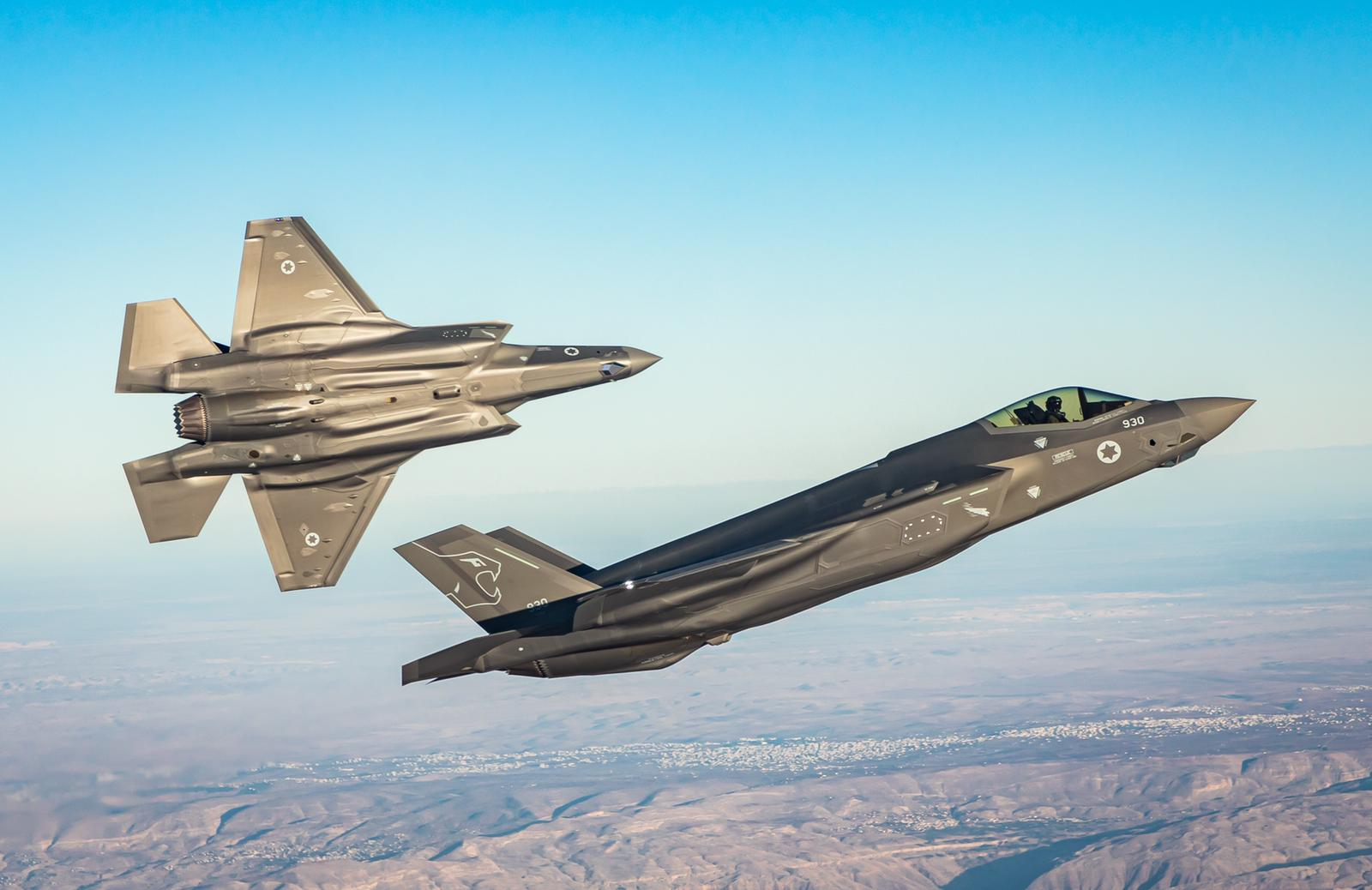
دو فروند جنگنده اف-۳۵آی آدیر از اسکادران ۱۱۶ "شیرهای جنوب" از پایگاه هوایی نواتیم

اسکادران ۱۱۶ اسرائیل (انگلیسی: 116 Squadron) گردان هوایی نیروی هوایی اسرائیل است، که با نام‌های شیرهای جنوب یا مدافعان اسکادران جنوب نیز شناخته می‌شود. این گردان، یک اسکادران از جنگنده‌های رادارگریز اف-۳۵ را در اختیار دارد که در پایگاه هوایی نواتیم مستقر است.

## تاریخچه
این اسکادران در سال ۱۹۵۶ با چند فروند جنگنده پی-۵۱ موستانگ و ۱۴ مربی پرواز، فعالیت خود را در پایگاه تل نوف آغاز کرد و نخستین فرمانده آن، سرگرد تزائیک یاونه بود.
در عملیات کادش، هواپیماهای اسکادران ۱۱۶ علامت شروع جنگ را دادند و چهار فروند از جنگنده‌های آن، کابل‌های تلفن مصر در سینا را پاره کردند تا ارتباط بین ارتش مصر مستقر در سینا و ستاد آن در قاهره را قطع شود. در طول جنگ، این اسکادران ۶۶ سورتی پرواز انجام داد که بیشتر آنها مانع از پرواز و ارائه کمک‌های نزدیک به نیروهای زمینی بود. در طول این عملیات، ۶ فروند از هواپیماهای این اسکادران سقوط کرد، یک خلبان کشته شد و یک خلبان دیگر نیز اسیر گردید.
در آغاز سال ۱۹۵۷، این اسکادران هواپیماهای اسکادران ۱۰۵ و خلبانان ذخیره آن را در اختیار گرفت. در سال ۱۹۵۹ هواپیماهای هاروارد از اسکادران ۱۴۰ به این اسکادران اضافه شدند. در ۱۵ ژانویه ۱۹۶۱ هواپیمای موستانگ از سرویس خارج شد و اسکادران تعطیل شد.
در اکتبر ۱۹۶۱ این اسکادران با خلبانان و هواپیماهای داسو میستره ۴ از اسکادران ۱۰۱ که برای دریافت هواپیمای داسو میراژ ۳ آماده می‌شدند، در پایگاه هوایی هاتزور دوباره مستقر شد. دو هفته بعد، اسکادران به پایگاه تل نوف بازگشت.
در طول جنگ شش روزه، در موج اول، ۶ فروند از جنگنده‌های این اسکادران به فرودگاه فاید حمله کردند. در خلال این عملیات، فرمانده اسکادران؛ سرگرد یوناتان شاهار، در اثر انفجار محلی که بمباران کرده بود، مجروح شد، سپس هواپیمای خود را رها کرد و در طول شب توسط نیروهای اسرائیلی نجات یافت. در طول جنگ شش روزه، این اسکادران ۲۶۹ سورتی پرواز عملیاتی انجام داد، ۵ هواپیمای آن سرنگون شد، دو خلبان کشته شدند و یک نفر نیز اسیر شد.
در نوامبر ۱۹۶۷، دو دسته از این اسکادران به مأموریتی برای حمله به زره‌پوش‌های اردنی که مواضع نیروهای دفاعی اسرائیل در اطراف بیت‌شئان را بمباران می‌کردند، اعزام شدند. هواپیمای کاپیتان دیوید نبو، معاون فرمانده اسکادران، مورد اصابت قرار گرفت و کشته شد.
در سال ۱۹۶۸ این اسکادران هواپیماهای میستر از اسکادران ۱۰۹ را به همراه خلبانان ذخیره آن دریافت کرد تا برای دریافت هواپیماهای اسکای‌هاوک در این اسکادران آماده شود. اسکادران ۱۱۶ در طول جنگ فرسایشی فعالیت داشت و در طی آن، یکی از جنگنده‌های خود را از دست داد. در ۱۸ مارس ۱۹۷۱ هواپیماهای میستر آخرین پرواز خود در این اسکادران را انجام دادند.
در ۱۸ فوریه ۱۹۷۱ هواپیماهای اسکای‌هاوک مدل اچ این اسکادران به اسرائیل رسیدند و در ۷ مارس ۱۹۷۱ اولین پرواز توسط فرمانده اسکادران، سرگرد یوسی آویو، انجام شد.
در طول جنگ یوم کیپور، سرگرد ایهود شلح فرماندهی این اسکادران را برعهده داشت. در طول جنگ، هواپیماها و خلبانان اسکادران ۱۴۰ که در مراحل استقرار در پایگاه اتزیون بود، به این اسکادران اضافه شدند. سرگرد شموئل بن-روم جایگزین ایهود شلح شد. در طول این جنگ، دو خلبان اسیر شدند.
پس از جنگ، هواپیماهای این اسکادران با یک مدل پیشرفته‌تر، یعنی مدل ان، جایگزین شدند. این مدل تا زمان تعطیلی اسکادران به عنوان اسکادران اسکای‌هاوک، در آن خدمت می‌کرد. در اکتبر ۱۹۸۳، این اسکادران اولین اسکادرانی بود که به پایگاه هوایی نواتیم منتقل شد.
در سال ۲۰۰۲ این اسکادران جنگنده‌های اسکای‌هاوک خود را بازنشسته کرد. در سال ۲۰۰۳ اسکادران ۱۱۶ جنگنده‌های اف-۱۶ مدل هاوک را دریافت کرد و نام آن را «مدافعان جنوب» گذاشت. در سال ۲۰۱۵ اسکادران ۱۱۶ تمامی جنگنده‌های اف-۱۶ خود را بازنشسته کرد و در پی آن، اسکادران ۱۱۶ تعطیل شد. این اسکادران پس از ورود هواپیماهای اف-۳۵ بار دیگر احیا شد.